# 아스파르트산 리튬
아스파르트산 리튬(Lithium aspartate)은 아스파르트산과 리튬의 염이다. 때로는 특정 건강 상태를 치료하기 위해 소량으로 사용되는 식이 보충제로 판매되기도 한다. 그러나, 아스파르트산리튬의 효능 또는 안전성을 뒷받침하는 체계적인 검토가 없으며 . 식품 의약품 안전청(FDA)은 아직까지 모든 의학적 상태에 대한 치료제로 승인하지 않았다. 아스파르트산리튬에 대해 발표된 연구는 드물다.

## 같이 보기
- 아스파르트산